# Étienne Roger
Pour les articles homonymes, voir Roger.
Estienne Roger, né à Caen en 1665 ou 1666 et mort à Amsterdam le 7 juillet 1722, est un imprimeur et éditeur franco-néerlandais.

## Biographie
Né dans une famille protestante caennaise qui, dès la révocation de l’Édit de Nantes en 1685, émigra à Amsterdam, Estienne Roger apprit le métier d’imprimeur dans cette ville. En 1691, il se maria avec Marie-Suzanne de Magneville (vers 1670-1712). Après avoir travaillé jusqu’en 1696 chez celui qui lui avait appris le métier, Jean-Louis de Lorme, il se mit à son compte.
Portant sur des livres d’histoire, des grammaires, des dictionnaires encyclopédiques, son travail d’éditeur avant tout était consacré à la musique. De 1696 à 1722 il publia plus de 500 partitions musicales, dont des ouvrages d’Albicastro, Albinoni, Bassani, Bonporti, Caldara, Corelli, De Koninck, Pepusch, Scarlatti, Schenck, Somis, Torelli, Valentini, Veracini, Vivaldi etc. Une partie en avait paru déjà chez d’autres éditeurs (par exemple chez Giuseppe Sala à Venise ou chez Christophe Ballard à Paris) et il s’était contenté de les reproduire, mais cette pratique était monnaie courante du fait que les droits d’auteur étaient mal protégés à l’époque ; lui-même ne put d’ailleurs rien faire contre les reproductions non autorisées de ses publications, par exemple par Pierre Mortier à Amsterdam ou par John Walsh à Londres. De 1708 jusqu’à sa mort en 1711, Mortier édita de nombreuses publications de Roger à des prix plus bas.
Le soin et le bon goût de Roger le firent apprécier dans toute l’Europe. Des compositeurs comme Vivaldi et Albinoni, qui avaient commencé par faire publier leurs œuvres dans leur patrie et s’étaient rendu compte ensuite que les rééditions de Roger étaient meilleures, lui proposèrent, dès 1710 environ, de publier leurs nouvelles collections. Des représentations commerciales à Rotterdam, Bruxelles, Liège, Paris, Cologne, Leipzig, Halle, Berlin, Hambourg et Londres s’occupèrent de leur donner une vaste diffusion.
En 1716, sa fille Françoise (1694-1723) se maria avec l’imprimeur Michel-Charles Le Cène qui, au cours des années suivantes, participa aux publications non musicales de l’entreprise, avant de fonder, en 1720, sa propre imprimerie. En 1716 également, Roger institua par testament sa deuxième fille Jeanne (1701-1722) à sa succession ; au cours des six années qui précédèrent sa mort, les travaux édités parurent sous son nom.
Jeanne Roger ne survécut à son père que près de cinq mois. Comme elle ne se sentait pas assez soutenue par sa sœur Françoise dans la pénible maladie qui devait l’emporter précocement, elle ne laissa l’entreprise ni à sa sœur ni à son mari Le Cène, mais à son employé Gerrit Drinkman. Mais comme celui-ci mourut lui aussi quelques mois plus tard, Le Cène put acquérir l’entreprise, poursuivant le travail d’édition musicale de son beau-père avec presque 100 nouvelles publications et de nombreuses rééditions d’ouvrages plus anciens jusqu’en 1743.
Voir catalogue de François Lesure.

## Sources
- (de) Cet article est partiellement ou en totalité issu de l’article de Wikipédia en allemand intitulé « Estienne Roger » (voir la liste des auteurs).
- (en) « Chapter 8: Publishers and Publishers », dans Rudolf A. Rasch, Music Publishing in Europe 1600-1900, Berlijn, Berliner Wissenschafts-Verlag, 2005 (ISBN 9783830503903, lire en ligne), p. 183-208.
- François Lesure, « Estienne Roger et Pierre Mortier. Un épisode de la guerre des contrefaçons à Amsterdam », Revue de Musicologie, vol. 38, no 113,‎ 1956, p. 35–48 (DOI 10.2307/927304).